# 片貝谷村
片貝谷村（かたかいだにむら）は、かつて富山県下新川郡にあった村。

## 沿革
- 1889年（明治22年）4月1日 - 町村制の施行により、下新川郡島尻村、道坂村、貝田新村、東城村、大菅沼村、黒谷村、山女村、平沢村及び東山村の区域の一部をもって、下新川郡片貝谷村が発足する。
- 1946年（昭和21年）11月16日 - 行政裁判の判決により内山村との境界争いになっていた平沢領飛地（鐘釣温泉、嘉々堂谷、仙人谷を含めた僧ヶ岳、越中駒ヶ岳から黒部川の西岸一帯）が、僧ヶ岳、越中駒ヶ岳など稜線を境にして、全て内山村に移管される[3]。
- 1952年（昭和27年）4月1日 - 下新川郡魚津町、道下村、片貝谷村、加積村、経田村、天神村、上中島村、下中島村、西布施村、上野方村、下野方村及び松倉村が合併して、魚津市が発足する。

## 歴代村長
出典→
1. 村瀬銀三郎（1889年7月13日 - 1889年12月15日）
2. 黒瀬宗義（1890年3月28日 - 1894年3月27日）
3. 伊藤刑部（1894年5月14日 - 1902年5月22日）
4. 奥村五郎左衛門（1902年6月7日 - 1903年11月5日）
5. 小林源之助（1903年11月20日 - 1907年11月19日）
6. 城岡亮造（1907年11月20日 - 1911年11月19日）
7. 大江善右衛門（1911年12月12日 - 1915年12月12日）
8. 後藤五郎右衛門（1915年12月12日 - 1920年2月28日）
9. 秋田清正（1920年3月8日 - 1924年2月24日）
10. 奥村源太郎（1924年3月17日 - 1925年9月9日）
11. 小林豊三郎（1925年10月3日 - 1931年6月8日）
12. 三吉助之丞（1931年6月22日 - 1943年7月4日）
13. 徳本謙治（1943年7月16日 - 1946年11月26日）
14. 山沢貞治（臨時代理、1946年11月26日 - 1947年4月4日）
15. 長田喜三右衛門（1947年4月5日 - 1951年4月4日）
16. 山沢貞治（1951年4月23日 - 1952年3月31日）